# Pharmahersteller
Pharmahersteller (auch als Pharmaunternehmen und in der Gesamtheit als pharmazeutische Industrie bzw. Pharmaindustrie bezeichnet) sind Unternehmer oder Unternehmen, die Arzneimittel herstellen und vertreiben. Das Spektrum der Aktivitäten umfasst Forschung und Entwicklung für neue Wirkstoffe und Darreichungsformen, das Herstellen von Arzneimitteln (Originalpräparate oder Generika) und das Inverkehrbringen unter eigenem Namen (als Zulassungsinhaber oder als Mitvertreiber).

## Geschäftsmodelle
Allgemein lassen sich Pharmahersteller in zwei Gruppen differenzieren: Original- und Generikahersteller.
- Die Originalhersteller (siehe auch Originalpräparat) werden auch als forschende Hersteller bezeichnet und durch Pharmaforschung und Entwicklung neuer Arzneimittel charakterisiert. In der Regel spezialisieren sich Originalhersteller auf ausgewählte Indikationsgebiete, auf denen sie Marktführer sind. Sie investieren üblicherweise erheblich in den Aufbau von Marken und Vertrieb.[1]

- Generikahersteller betreiben dagegen zumeist keine Forschung, sondern nutzen Wirkstoffe, bei welchen der Patentschutz bereits verfallen ist. Aufgrund der niedrigen Forschungs- und Entwicklungskosten ist es Generikaherstellern möglich, Arzneimittel bei gleicher Qualität zu deutlich niedrigeren Preisen anzubieten, als dies den forschenden Herstellern möglich ist. Die meisten Generikahersteller treten als Vollsortimenter am Markt auf und bieten möglichst viele unterschiedliche Wirkstoffe an.[1]

Vielfach arbeiten Originalhersteller mit Generika herstellenden Tochtergesellschaften oder kooperieren mit externen Generikaherstellern, um den Wertschöpfungszyklus ihrer Wirkstoffe zu verbessern.
Hersteller von Biosimilars durchbrechen die klassische Unterscheidung der Geschäftsmodelle. Die Folgeprodukte von Biopharmazeutika, deren Patentschutz ausgelaufen ist, sind keine Generika im klassischen Sinne. Da sie nicht mit dem Originalpräparat identisch sind, unterliegen sie nicht dem Aut-idem-Prinzip (gleicher Wirkstoff), sondern dem Aut-simile-Prinzip (ähnlicher Wirkstoff). Die Biosimilarhersteller müssen daher bis zur Zulassung zahlreiche Studien durchführen, weshalb sie mitunter auch als forschende Generikahersteller bezeichnet werden.

## Produkte
Zum Produktsortiment der Pharmaunternehmen gehören verschiedenste Arzneimittel sowohl für die Human- als auch die Tiermedizin: etwa Fertigarzneimittel, Blutzubereitungen, Sera, Impfstoffe, In-vivo-Diagnostika, Allergenzubereitungen und Arzneimittel für neuartige Therapien (beispielsweise Gentherapeutika, somatische Zelltherapeutika, biotechnologisch bearbeitete Gewebeprodukte).
Nicht zu den Arzneimitteln zählen Medizinprodukte wie z. B. Verbandmittel, Katheter, In-vitro-Diagnostika oder künstliche Gelenke, auch wenn diese teilweise von pharmazeutischen Unternehmen hergestellt werden.
Arzneimittel werden entweder selbst durch das pharmazeutische Unternehmen hergestellt, können jedoch auch durch Vertragshersteller (engl. Contract Manufacturing Organization) produziert werden.

## Rechtsfragen

### Pharmazeutischer Unternehmer
Das deutsche Arzneimittelgesetz definiert pharmazeutischer Unternehmer als einen Unternehmer, der bei zulassungs- oder registrierungspflichtigen Arzneimitteln Inhaber der Zulassung oder Registrierung ist oder Arzneimittel unter seinem Namen in den Verkehr bringt.
Gemäß dem österreichischen Arzneimittelgesetz ist ein pharmazeutischer Unternehmer ein in einer Vertragspartei des EWR-Abkommens ansässiger Unternehmer, der dazu berechtigt ist, Arzneimittel unter seinem Namen in Verkehr zu bringen, herzustellen oder damit Großhandel zu treiben.
Pharmazeutische Unternehmen unterliegen speziellen arzneimittelrechtlichen Verpflichtungen (Implementierung eines Pharmakovigilanz- und Risikomanagementsystems, Qualitätsmanagementsystem gemäß der Good Manufacturing Practice, präklinische und klinische Prüfungen), um die Qualität, Wirksamkeit und Sicherheit ihrer Produkte sicherzustellen.

### Arzneimittelherstellung
Das deutsche Arzneimittelgesetz definiert Herstellvorgänge wie folgt: „Herstellen ist das Gewinnen, das Anfertigen, das Zubereiten, das Be- oder Verarbeiten, das Umfüllen einschließlich Abfüllen, das Abpacken, das Kennzeichnen und die Freigabe; nicht als Herstellen gilt das Mischen von Fertigarzneimitteln mit Futtermitteln durch den Tierhalter zur unmittelbaren Verabreichung an die von ihm gehaltenen Tiere.“
Für die Herstellung von Arzneimitteln oder bestimmter Arzneistoffe bedürfen Pharmaunternehmen einer behördlichen Erlaubnis (Herstellungserlaubnis) nach Artikel 40 Absatz 1 der Richtlinie 2001/83/EG bzw. § 13 des deutschen Arzneimittelgesetzes.
Der Markteintritt für Generika wird durch verschiedene Rechtsnormen beschränkt, siehe Generikum#Rechtliche Schranken für den Markteintritt von Generika.

## Pharmaforschung
Forschende Pharmaunternehmen sind meist Mehrproduktunternehmen, die kontinuierlich durch Forschung und Entwicklung neue Produkte entwickeln und deshalb eine Produktpipeline für noch im Produktentwicklungsprozess befindliche, nicht marktreife Produkte aufweisen. Sie beschränken sich in den medizinischen Anwendungsgebieten auf einige wenige, auf die sich ihre Pharmaforschung konzentriert. Neue Wirkstoffe werden zur Patentierung angemeldet, um sich über ein Patent die alleinige Verwertung eines potentiellen Arzneimittels  auf dem Pharmamarkt  zu sichern. An die explorative Forschung schließen sich die präklinische und klinische Prüfung an, in denen der Wirkstoff auf Wirksamkeit und Unbedenklichkeit untersucht wird.
Die Marktreife erreicht ein Arzneimittel erst mit der Zulassung durch die zuständigen Behörden in den Zielmärkten.
Das Unternehmerrisiko besteht insbesondere darin, dass sich ein Arzneimittel in der klinischen Erprobung nicht bewährt, weil die therapeutische Wirksamkeit nicht nachweisbar ist und/oder das Nebenwirkungsprofil in keinem angemessenen Verhältnis zur Wirksamkeit steht. Diese Risiken können zu einem Insolvenzrisiko für Pharmaunternehmen werden, denn nach der Time-to-Market können sie nach Markteinführung durch das Patent als Monopolist Pioniergewinne erwirtschaften und die Pay-back-Periode bis zum Ende der Marktexklusivität zur Amortisation ihrer Forschungs- und Entwicklungskosten (FEK) nutzen. Auch nach Markteinführung kann ein Risiko bestehen, das Pharmaunternehmen dazu zwingen könnte, ein Arzneimittel vom Markt zu nehmen. So entschloss sich beispielsweise die Bayer AG im August 2001 zum Rückzug des Cholesterinsenkers Lipobay, nachdem einige Todesfälle in den USA und anderen Ländern bekannt geworden waren.
Die Time-to-Market kann in der Pharmaforschung eine Zeitspanne von mindestens 12 bis 15 Jahren umfassen, die sich in etwa wie folgt verteilen: 3–4 Jahre für explorative Forschung, 2–3 Jahre präklinische Entwicklung, 4–6 Jahre klinische Prüfung und 1–2 Jahre für die Zulassung.
Die Erfolgswahrscheinlichkeit, dass aus einem Forschungsprojekt ein marktreifes Arzneimittel wird, wurde für die 20 Jahre bis 2015 mit rund 5 % angegeben für neue Wirkstoffe in neuen Indikationen. Einer Studie der Biotechnology Innovation Organization für den Zeitraum 2011 bis 2020 zufolge betrug die Markteintrittswahrscheinlichkeit (Phase I bis zur Zulassung) im Schnitt über alle Indikationen 7,9 %, wobei Schwankungen nach Anwendungsgebiet auftraten, die von 3,6 % für Urologika über 10,7 % für Autoimmunarzneimittel  bis zu 23,9 % für Hämatologika reichten. Verschiedene Faktoren führen dazu, dass zunehmend in den USA, in Europa und Japan auch große Pharmaunternehmen ferner Arzneimittel gegen seltene Krankheiten (Orphan-Arzneimittel) als lukratives Geschäftsfeld erkannten. Das ökonomische Potenzial der Orphan-Arzneimittel wird illustriert anhand der jährlichen Wachstumsraten von 12,3 % für den Zeitraum von 2019 bis 2024 sowie auch anhand des prognostizierten globalen Umsatzes für das Jahr 2024 von 242 Mrd. US$, entsprechend etwa 20 % am weltweiten Arzneimittelumsatz. Dabei wird auf einen Trend hingewiesen, dass allgemein eher häufige Krankheiten (z. B. in der Onkologie) durch die heute verfügbaren Möglichkeiten der Präzisionsmedizin zu seltenen Krankheiten gemacht werden. In Deutschland betrugen 2018 die Nettokosten aller Arzneimittel, die jemals mit einer Orphan-Indikation zugelassen wurden (unabhängig vom aktuellen Orphan-Drug-Status) rund 3,6 Mrd. €, das entspricht einem Nettokostenanteil von 9 %. Einige Hersteller haben erkannt, dass alte Arzneimittel für andere Indikationen „recycelt“ werden können, was geringere Aufwände für Forschung und Entwicklung inklusive des klinischen Studienprogramms erfordert.

## Listen der größten Pharmahersteller

### Global
2019
| Rang 2019 | Unternehmen                      | Sitz                            | Umsatz 2019 in Mrd. US-Dollar |
| --------- | -------------------------------- | ------------------------------- | ----------------------------- |
| 1         | Hoffmann-La Roche                | Schweiz                         | 48,247                        |
| 2         | Novartis                         | Schweiz                         | 46,085                        |
| 3         | Pfizer                           | Vereinigte Staaten              | 43,662                        |
| 4         | MSD                              | Vereinigte Staaten              | 40,903                        |
| 5         | Bristol-Myers Squibb             | Vereinigte Staaten              | 40,689                        |
| 6         | Johnson & Johnson                | Vereinigte Staaten              | 40,083                        |
| 7         | Sanofi                           | Frankreich                      | 34,924                        |
| 8         | AbbVie                           | Vereinigte Staaten              | 32,351                        |
| 9         | GlaxoSmithKline                  | Vereinigtes Königreich          | 31,288                        |
| 10        | Takeda Pharmaceutical            | Japan                           | 29,247                        |
| 11        | AstraZeneca                      | Vereinigtes Königreich Schweden | 23,207                        |
| 12        | Amgen                            | Vereinigte Staaten              | 22,204                        |
| 13        | Gilead Sciences                  | Vereinigte Staaten              | 21,703                        |
| 14        | Eli Lilly                        | Vereinigte Staaten              | 20,085                        |
| 15        | Bayer AG                         | Deutschland                     | 18,610                        |
| 16        | Novo Nordisk                     | Dänemark                        | 18,296                        |
| 17        | Boehringer Ingelheim             | Deutschland                     | 15,629                        |
| 18        | Allergan                         | Vereinigte Staaten              | 15,153                        |
| 19        | Astellas                         | Japan                           | 11,444                        |
| 20        | Biogen Idec                      | Vereinigte Staaten              | 11,380                        |
| 21        | Mylan                            | Niederlande                     | 11,200                        |
| 22        | Teva Pharmaceutical Industries   | Israel                          | 11,090                        |
| 23        | CSL                              | Australien                      | 8,951                         |
| 24        | Daiichi Sankyo                   | Japan                           | 7,942                         |
| 25        | Merck KGaA                       | Deutschland                     | 7,516                         |
| 26        | Otsuka Pharmaceutical            | Japan                           | 6,711                         |
| 27        | Meiji Holdings                   | Japan                           | 6,353                         |
| 28        | Bausch Health Companies          | Kanada                          | 5,295                         |
| 29        | UCB                              | Belgien                         | 5,102                         |
| 30        | Alexion Pharmaceuticals          | Vereinigte Staaten              | 4,990                         |
| 31        | Regneron Pharmaceuticals         | Vereinigte Staaten              | 4,834                         |
| 32        | Eisai                            | Japan                           | 4,703                         |
| 33        | Sun Pharmaceutical               | Indien                          | 4,658                         |
| 34        | Les Laboratoires Servier         | Frankreich                      | 4,658                         |
| 35        | Abbott Laboratories              | Vereinigte Staaten              | 4,486                         |
| 36        | Grifols                          | Spanien                         | 4,471                         |
| 37        | Yunnan Baiyao Group              | Volksrepublik China             | 4,284                         |
| 38        | Fresenius Kabi                   | Deutschland                     | 4,224                         |
| 39        | Vertex Pharmaceuticals           | Vereinigte Staaten              | 4,161                         |
| 40        | Chugai                           | Japan                           | 3,996                         |
| 41        | Sumitomo Dainippon Pharma        | Japan                           | 3,623                         |
| 42        | Sino Biopharmaceutical           | Hongkong                        | 3,373                         |
| 43        | Jiangsu Hengrui Medicine         | Volksrepublik China             | 3,321                         |
| 44        | Ono Pharmaceutical               | Japan                           | 3,266                         |
| 45        | Menarini                         | Italien                         | 3,233                         |
| 46        | Endo International               | Irland                          | 2,887                         |
| 47        | Ipsen                            | Frankreich                      | 2,884                         |
| 48        | Shanghai Pharmaceuticals Holding | Volksrepublik China             | 2,875                         |
| 49        | Mitsubishi Tanabe Pharma         | Japan                           | 2,822                         |
| 50        | Aurobindo Pharma                 | Indien                          | 2,787                         |

Quelle: PharmExec
2014
| Rang 2014 | Unternehmen                    | Sitz                            | Umsatz 2014 in Mrd. US-Dollar | Topseller                                                                                |
| --------- | ------------------------------ | ------------------------------- | ----------------------------- | ---------------------------------------------------------------------------------------- |
| 1         | Novartis                       | Schweiz                         | 46,127                        | Imatinib, Fingolimod, Ranibizumab                                                        |
| 2         | Pfizer                         | Vereinigte Staaten              | 44,514                        | Pregabalin, Pneumokokken-Impfung „Prevenar 13“, Etanercept                               |
| 3         | Hoffmann-La Roche              | Schweiz                         | 40,086                        | Rituximab, Bevacizumab, Trastuzumab                                                      |
| 4         | Sanofi                         | Frankreich                      | 38,223                        | Insulin glargin, Clopidogrel, Enoxaparin-Natrium                                         |
| 5         | MSD                            | Vereinigte Staaten              | 36,607                        | Sitagliptin, Ezetimib, Infliximab                                                        |
| 6         | Johnson & Johnson              | Vereinigte Staaten              | 30,726                        | Infliximab, Simeprevir, Abirateron                                                       |
| 7         | GlaxoSmithKline                | Vereinigtes Königreich          | 30,302                        | Salmeterol/Fluticason, DTP+Hepatitis B+Polio-Impfstoff, Dutasterid                       |
| 8         | AstraZeneca                    | Vereinigtes Königreich Schweden | 25,694                        | Rosuvastatin, Budesonid/Formoterol, Esomeprazol                                          |
| 9         | Gilead Sciences                | Vereinigte Staaten              | 24,474                        | Sofosbuvir, Efavirenz/Emtricitabin/Tenofovir (Atripla), Tenofovir/Emtricitabin (Truvada) |
| 10        | AbbVie                         | Vereinigte Staaten              | 19,879                        | Adalimumab, Testosterongel, Iopinavir/Ritonavir                                          |
| 11        | Amgen                          | Vereinigte Staaten              | 19,327                        | Etanercept, Pegfilgrastim, Epoetin alfa                                                  |
| 12        | Teva Pharmaceutical Industries | Israel                          | 17,474                        | Glatirameracetat, Bendamustin, Budesonid                                                 |
| 13        | Bayer AG                       | Deutschland                     | 16,351                        | Rivaroxaban, Faktor VIII, Interferon beta-1b                                             |
| 14        | Eli Lilly                      | Vereinigte Staaten              | 16,349                        | Pemetrexed, Insulin lispro, Tadalafil, Fluoxetin                                         |
| 15        | Novo Nordisk                   | Dänemark                        | 15,825                        | Insulin aspart, Insulin detemir, Liraglutid                                              |
| 16        | Boehringer Ingelheim           | Deutschland                     | 13,903                        | Tiotropiumbromid, Dabigatranetexilat, Telmisartan                                        |
| 17        | Takeda Pharmaceutical          | Japan                           | 13,038                        | Bortezomib, Candesartancilexetil, Pantoprazol                                            |
| 18        | Bristol-Myers Squibb           | Vereinigte Staaten              | 11,969                        | Dasatinib, Entecavir, Atazanavir                                                         |
| 19        | Actavis                        | Schweiz                         | 11,130                        | Memantin, Lidocain, Rosuvastatin                                                         |
| 20        | Astellas Pharma                | Japan                           | 10,419                        | Tacrolimus, Solifenacinsuccinat, Enzalutamid                                             |
| 21        | Baxter International           | Vereinigte Staaten              | 8,694                         | Immunglobulin                                                                            |
| 22        | Biogen Idec                    | Vereinigte Staaten              | 8,203                         | Interferon beta-1a (Avonex)                                                              |
| 23        | Merck KGaA                     | Deutschland                     | 7,683                         | Interferon beta-1a (Rebif)                                                               |
| 24        | Mylan                          | Niederlande                     | 7,585                         | Adrenalin-Fertigspritze (EpiPen)                                                         |
| 25        | Daiichi Sankyo                 | Japan                           | 7,575                         | Olmesartanmedoxomil                                                                      |
| 26        | Celgene                        | Vereinigte Staaten              | 7,476                         | Lenalidomid                                                                              |
| 27        | Otsuka Pharmaceutical          | Japan                           | 6,961                         | Aripiprazol                                                                              |
| 28        | Allergan                       | Vereinigte Staaten              | 6,234                         | Botox                                                                                    |
| 29        | Servier                        | Frankreich                      | 5,999                         | Perindopril-Erbumin                                                                      |
| 30        | Shire                          | Irland                          | 5,830                         | Lisdexamfetamin                                                                          |
| 31        | Abbott Laboratories            | Vereinigte Staaten              | 5,101                         | Clarithromycin                                                                           |
| 32        | Sun Pharmaceutical             | Indien                          | 5,012                         | 5-Aminolävulinsäure                                                                      |
| 33        | Valeant                        | Kanada                          | 5,007                         | Bupropion                                                                                |
| 34        | CSL                            | Australien                      | 4,743                         | Immunglobulin                                                                            |
| 35        | Eisai                          | Japan                           | 4,422                         | Donepezil                                                                                |
| 36        | UCB                            | Belgien                         | 3,715                         | Certolizumab pegol                                                                       |
| 37        | Fresenius Kabi                 | Deutschland                     | 3,707                         | Heparin                                                                                  |
| 38        | Chugai                         | Japan                           | 3,576                         | Tocilizumab                                                                              |
| 39        | Menarini                       | Italien                         | 3,442                         | Nebivolol                                                                                |
| 40        | Grifols                        | Spanien                         | 3,255                         | Immunglobulin                                                                            |
| 41        | Aspen Pharmacare               | Südafrika                       | 3,066                         | Nadroparin                                                                               |
| 42        | Hospira                        | Vereinigte Staaten              | 3,035                         | Dexmedetomidin                                                                           |
| 43        | Sumitomo Dainippon Pharma      | Japan                           | 2,944                         | Lurasidon                                                                                |
| 44        | Mitsubishi Tanabe Pharma       | Japan                           | 2,928                         | Infliximab                                                                               |
| 45        | Stada Arzneimittel             | Deutschland                     | 2,405                         | Apomorphin                                                                               |
| 46        | Mallinckrodt Pharmaceuticals   | Irland                          | 2,310                         | Ioversol (Röntgenkontrastmittel)                                                         |
| 47        | Endo International             | Irland                          | 2,238                         | Oxymorphon                                                                               |
| 48        | Alexion Pharmaceuticals        | Vereinigte Staaten              | 2,234                         | Eculizumab                                                                               |
| 49        | Lundbeck                       | Dänemark                        | 2,223                         | Escitalopram                                                                             |
| 50        | Kyowa Hakko Kirin              | Japan                           | 2,157                         | Erythropoetin                                                                            |

Quelle: PharmExec
1995
| Rang 1995 | Unternehmen            | Umsatz 1995 (Mrd. $) |
| --------- | ---------------------- | -------------------- |
| 1         | Novartis               | 9,7                  |
| 2         | Glaxo Wellcome         | 9,6                  |
| 3         | Hoechst                | 7,8                  |
| 4         | MSD                    | 7,7                  |
| 5         | Bristol-Myers Squibb   | 6,8                  |
| 6         | American Home Products | 6,5                  |
| 7         | Johnson & Johnson      | 6,2                  |
| 8         | Pfizer                 | 6,1                  |
| 9         | Hoffmann-La Roche      | 5,7                  |
| 10        | SmithKline Beecham     | 5,5                  |

1980
| Rang 1980 | Unternehmen            | Umsatz 1980 (Mrd. $) |
| --------- | ---------------------- | -------------------- |
| 1         | Hoechst                | 1,6                  |
| 2         | Ciba-Geigy             | 1,4                  |
| 3         | MSD                    | 1,4                  |
| 4         | American Home Products | 1,2                  |
| 5         | Hoffmann-La Roche      | 1,2                  |
| 6         | Smith Kline            | 1,1                  |
| 7         | Boehringer Ingelheim   | 1                    |
| 8         | Sandoz                 | 1                    |
| 9         | Pfizer                 | 1                    |
| 10        | Bristol-Myers          | 0,9                  |

### Nach Absatz in Deutschland
Top 10 in Deutschland (2015)
Laut IMS Health gehörten 2015 in Deutschland folgende Pharmahersteller zu den Top 10 (nach dem Umsatz mit rezeptpflichtigen Arzneimitteln auf dem deutschen Markt, absteigend sortiert):
1. Novartis
2. Roche
3. Sanofi-Aventis
4. Pfizer
5. Bayer
6. Gilead Sciences
7. Teva Pharma
8. MSD
9. Johnson & Johnson
10. AbbVie

## Pharmaverbände

### International
Der wichtigste weltweit agierende Dachverband ist die International Federation of Pharmaceutical Manufacturers & Associations (IFPMA). In ihr sind einige der weltweit größten Pharmakonzerne organisiert. In den USA ist Pharmaceutical Research and Manufacturers of America (PhRMA) der einflussreichste Verband, in dem nicht nur große Konzerne, sondern auch Biotechnologieunternehmen organisiert sind. In Europa ist die European Federation of Pharmaceutical Industries and Associations (EFPIA) ein Dachverband nationaler Pharmaverbände. PhRMA und EFPIA sind auch Gründungsmitglieder des International Council for Harmonisation of Technical Requirements for Pharmaceuticals for Human Use (ICH), in dem zusammen mit den zuständigen Arzneimittelbehörden wesentliche Aspekte der Arzneimittelzulassung zwischen der Europäischen Union, den USA und Japan harmonisiert wurden. Der Europäische Parallelhandel wird spezifisch durch den EAEPC (European Association of Euro-Pharmaceutical Companies) vertreten. Ein weiterer Europäischer Dachverband für Pharmaunternehmen ist die European Confederation of Pharmaceutical Entrepreneurs (EUCOPE). Die Interessen der Hersteller von OTC-Arzneimitteln werden auf europäischer Ebene von der Association of the European Self-Medication Industry (AESGP) und auf internationaler Ebene von der World Self-Medication Industry (WSMI) vertreten.

### In Deutschland
Die Pharmahersteller in Deutschland sind in einer ganzen Reihe von Verbänden organisiert. Dem mitgliedstärksten Bundesverband der Arzneimittel-Hersteller (BAH) gehören viele mittelständische Unternehmen an. Unter dem Dach des Verbandes der Chemischen Industrie sind die Hersteller verschreibungspflichtiger Arzneimittel im Bundesverband der Pharmazeutischen Industrie (BPI) sowie im Verband Forschender Arzneimittelhersteller (VFA) organisiert. Der VFA vertritt auch die deutschen Unternehmen im europäischen Dachverband EFPIA.
Generika-Hersteller sind im Verband Pro Generika organisiert, der auch eine Arbeitsgemeinschaft für Biosimilars-Hersteller umfasst (AG Pro Biosimilars). Verschiedene Unternehmen und Verbände sind Mitglied im Verein Freiwillige Selbstkontrolle für die Arzneimittelindustrie und unterliegen dessen Verhaltenskodizes zur Kontrolle der Zusammenarbeit mit Fachkreisen und Patientenorganisationen.

### In der Schweiz
Interpharma ist die Interessenvertretung der forschenden Pharmaunternehmen der Schweiz.

### In Österreich
Der Pharmig vertritt rund 120 Unternehmen aus der pharmazeutischen Industrie in Österreich. Ergänzend schlossen sich knapp 30 internationale Pharmaunternehmen mit Forschung und Entwicklung in Österreich zum Forum der forschenden pharmazeutischen Industrie (FOPI) zusammen.

## Beschäftigte

### Deutschland
In der pharmazeutischen Industrie sind in Deutschland ca. 114.000 Beschäftigte (Stand 2015) angestellt.
Entwicklung:
- 1995: 122.900 Beschäftigte
- 1996: 120.776 Beschäftigte (−1,7 %)
- 1997: 115.298 Beschäftigte (−4,5 %)
- 1998: 113.914 Beschäftigte (−1,2 %)
- 1999: 113.029 Beschäftigte (−0,8 %)
- 2000: 113.950 Beschäftigte (+0,8 %)
- 2001: 114.267 Beschäftigte (+0,3 %)
- 2002: 114.990 Beschäftigte (+0,6 %)
- 2003: 118.720 Beschäftigte (+3,2 %)
- 2004: 113.989 Beschäftigte (−4,0 %)
- 2005: 113.002 Beschäftigte (−0,9 %)
- 2006: 113.234 Beschäftigte (+0,1 %)
- 2010: 103.208 Beschäftigte (−4,6 %)
- 2011: 105.435 Beschäftigte (+2,2 %)
- 2012: 110.006 Beschäftigte (+4,3 %)
- 2013: 110.036 Beschäftigte (+0,1 %)
- 2014: 112.475 Beschäftigte (+2,2 %)
- 2015: 114.069 Beschäftigte (+1,4 %)
- 2020: 119.994 Beschäftigte[18]

### Schweiz
So waren 2014 insgesamt rund 41.800 Beschäftigte direkt bei Pharmaunternehmen angestellt, was gut 1 % aller Schweizer Beschäftigten entspricht. Indirekt waren über Zulieferindustrien nochmals rund 182.000 Beschäftigte in der Herstellung von Vorleistungen tätig.

### Österreich
In Österreich waren 2017 rund 28.850 Personen bei Biotechnologie- und Pharma-Unternehmen beschäftigt (Forschung und Entwicklung, Produktion, Zulieferer, Service-Unternehmen, Vertrieb).

## Kritik
Der Einfluss der Pharmaunternehmen auf die Medizin, die akademische Pharmaforschung und öffentliche Meinung – und daraus folgend auch der Erwartungshaltung gegenüber einer Anwendung oder Verschreibung von Medikamenten – wird von einigen Kritikern als problematisch angesehen und deren Einfluss von medizinischen wie Branchen-Insidern – so beispielsweise Kriminalhauptkommissar Uwe Dolata, Peter C. Gøtzsche, Peter Sawicki oder John Virapen – nicht selten als „allumfassend“ oder „organisiert kriminell“ beschrieben. Die Kritik resultiert unter anderem auch aus folgendem Zusammenhang: Je größer die finanziellen und sonstigen Interessen in einem wissenschaftlichen Bereich sind, desto unwahrscheinlicher ist es, dass die Forschungsergebnisse wahr sind (positiver Vorhersagewert sinkt).

### Methodik und Zielgruppen der Beeinflussung durch Pharmaunternehmen
Die Frontal21-Dokumentation Das Pharmakartell von Christian Esser und Astrid Randerath (ZDF, 2008) kritisiert anhand von Interviews mit kritischen Insidern wie beispielsweise Bruno Müller-Oerlinghausen, Uwe Dolata, Peter Schönhöfer, Leonhard Hansen; John Virapen und Wolf-Dieter Ludwig kriminelle Methoden. Dazu gehören das bis zu jahrzehntelange Verschweigen schwerer und tödlicher Nebenwirkungen, das Verschwinden oder die Nichtveröffentlichung von nicht genehmen Studiendaten oder Erpressungen von Mitwissern.
Weiterhin gebe es neben Bestechungsversuchen auch Androhungen von Gewalt gegenüber Entscheidern (etwa innerhalb der Kassenärztlichen Vereinigung, wie z. B. Leonhard Hansen berichtet, oder im Institut IQWiG) sowie die Korrumpierung von Politikern, Ärzten und Heilberufen und teilweise selbst Selbsthilfegruppen. „Mietmäuler“, so Peter Schönhöfer, Mitherausgeber des Arznei-Telegramms, würden Medikamente samt Nebenwirkungen „blumenreich verkaufen“. Gekaufte medizinische Koryphäen, insbesondere Professoren, werden im Bereich des deutschen autoritätshörigen „Eminenzbelt“ – so der „Pharmajargon“ laut dem Autor Gunter Frank – gezielt von der Pharmaindustrie zu o. g. Zweck eingesetzt. Auch patientennahe Gesundheitsmagazine wie die Apotheken Umschau würden laut den Recherchen der Autoren von Das Pharmakartell korrumpiert und würden demnach schöngefärbte Darstellungen der Medikamente nach Vorgabe der Industrie ungeprüft als „fachlichen Rat“ veröffentlichen, worin solche „Experten“ teilweise gezielt „untergebracht“ würden.

#### Kritik an hohen Ausgaben für Marketing
In der Öffentlichkeit betonen Vertreter der Pharmakonzerne einerseits häufig ihre Funktion als „forschende Arzneimittelhersteller“, woraus beispielsweise hohe Kosten resultieren würden, so auch weiterhin durch Wirkstoffe, die man einkaufen müsse. Die Realität – auf Basis selbst veröffentlichter Zahlen der Konzerne – erscheint in anderem Licht. Demnach betragen die Ausgaben für Forschung etwa 15 Prozent des Umsatzes, das Marketing dagegen kostet 50–55 Prozent, das heißt: „mehr als das Dreifache“, so der Medizinjournalist und Autor Hans Weiss auf Deutschlandradio Kultur. Dementsprechend würden die Preise „in keiner Relation zum Forschungsaufwand“ stehen. Beim Krebsmittel Taxol des Herstellers Bristol-Myers Squibb würde beispielsweise „eine Packung einer Infusion 676,70 Euro“ kosten, wobei der Anteil der Wirkstoffkosten beim externen Wirkstoffhersteller laut seiner Recherchen „lediglich einen Euro“ betrage. Insgesamt gebe es – trotz höchster Marketing-Ausgaben – „keine Branche“, die „so hohe Gewinne macht wie die“. 20 bis 30 Prozent des Umsatzes seien „reiner Gewinn“.

#### Korrumpierung und Beeinflussung von Kontrollbehörden
Kritiker bemängeln die vermeintliche Praxis, auch hoch riskante Produkte auf den Markt zu drücken oder dort zu halten, woraus einerseits hohe Todesfallzahlen und Schwerstschäden sowie gleichzeitig häufige Rücknahmen nach Zulassung und Markteinführung resultieren würden. Dies sei möglich durch finanzielle Beeinflussung und Befangenheit von Entscheider-Behörden hinsichtlich der Einstufung von Infektionskrankheiten als z. B. Epidemien oder Pandemien oder andererseits Arzneimittelbehörden bei der Zulassung ihrer Präparate. So mahnt Transparency International Deutschland an, dass ebenso nationale wie internationale Kontrollbehörden für Pandemien mittlerweile unter dem Einfluss der Pharmaindustrie stehen würden.
„Mannigfaltige Verflechtungen zwischen den WHO-Pandemie-Experten und den Medikamenten- und Impfstoffherstellern“ seien die Ursache für die unerklärbare und nahezu deckungsgleiche Nachlässigkeit zahlreicher europaweiter Zulassungs- und Kontrollbehörden, die sich mit „unvollständigen Studiendaten“ seitens der Konzerne begnügt hätten. Tatsächlich sei die behauptete antivirale Wirksamkeit der an zahlreiche Regierungen verkauften Präparate „in den vollständigen Studiendaten nicht nachweisbar“. Ebenfalls seien die behaupteten Pandemien tatsächlich keine gewesen – wie dies „von unabhängigen Wissenschaftlern“ auch vorhergesagt worden sei. Im Resultat sei – abgesehen vom Risiko durch unerwünschte Arzneimittelwirkungen – „die Einlagerung unnötiger und nicht geeigneter antiviraler Medikamente anlässlich der Pandemiefehlalarme 2005 und 2009“ erfolgt, was Deutschland „Haushaltsmittel im dreistelligen Millionenbereich“ gekostet hätte (Pandemie-Pläne durch Bund und Bundesländer mit Oseltamivir (Tamiflu®) und Zanamivir (Relenza®), Kosten von 330 Mio. Euro). „Für den Fall eines erneuten Pandemiealarms“ fordere Transparency International daher unter anderem eine „neutrale wissenschaftliche Bewertung“.
Transparency International Deutschland beruft sich dabei u. a. auf die Cochrane Collaboration und das British Medical Journal, welches dazu detaillierte Informationen liefert und seinen kompletten Schriftverkehr mit der Firma Roche im Rahmen einer „Open Data Campaign“ online stellte.
Auch die Süddeutsche Zeitung und der Tages-Anzeiger hatten unter anderem ausführlich darüber berichtet. Laut Tagesanzeiger gehe aus „detaillierten Dokumentation[en]“ hervor, wie die „Gesundheitsbehörden rund um den Globus“ sich „mit unvollständigen Unterlagen des Pharmakonzerns begnügt“ hätten, als sie „für Milliarden Steuergelder“ Tamiflu auf Vorrat einkauften.

#### Befangenheit und Einflussnahme auf medizinische Forschung und Hochschulen
Interessenskonflikte (Befangenheit) sind auch in der medizinischen Forschung keine Seltenheit und können die Integrität der Forschung in Frage stellen. Auch deutsche Hochschulen seien von der Einflussnahme betroffen: Aus der gewerblichen Wirtschaft – mit dabei Pharmakonzerne – fließen mehr als 1,3 Milliarden Euro jedes Jahr an deutsche Hochschulen (doppelt so viel wie noch vor zehn Jahren). Die TAZ, die Antikorruptionsorganisation Transparency International Deutschland und die bundesweite Studierendenvertretung „Freier Zusammenschluss von StudentInnenschaften“ (FZS) fordern eine Veröffentlichungspflicht aller Kooperationsverträge zwischen Wirtschaft und Wissenschaft sowie regelmäßige Sponsoring-Berichte aller Hochschulen.

### Weitere Kritikpunkte
- Eine kanadische Studie aus dem Jahr 2007 ergab, dass US-Pharmaunternehmen mehr Geld für Werbung ausgeben als für Forschung – im Jahr 2004 wurden 39,3 Mrd. € in Werbemaßnahmen, 21,5 Mrd. € in Forschung und Entwicklung investiert. Als Quellen führen sie Marktforschungsinstitute sowie die amerikanische National Science Foundation an.[45]
- Dass Pharmakonzerne bezüglich ihres Vertriebes nicht immer sauber arbeiten, zeigen hohe Strafzahlungen, insbesondere in den USA. Nach Angaben des Handelsblattes kündigte der Pharmakonzern GlaxoSmithKline zusätzliche Belastungen von 400 Millionen US-Dollar (312 Millionen Euro) infolge von Ermittlungen wegen unerlaubter Vertriebsmethoden an. Die großen Pharmaunternehmen Pfizer und Eli Lilly hatten bereits zuvor hohe Rückstellungen angekündigt. Pfizer hat einem Vergleich zugestimmt, in dessen Rahmen eine Rekordbuße von 2,3 Mrd. $ bezahlt werden muss. Gegen Eli Lilly wurde im Januar 2009 eine Buße von 1,4 Mrd. $ verhängt.[46]
- 2008 leitete die EU-Kommission eine Untersuchung zu den möglicherweise wettbewerbsverzerrenden Bedingungen im Arzneimittelsektor ein.[47] Ziel sollte sein, Gründe zu finden, weshalb zu jener Zeit weniger neue Medikamente auf den europäischen Markt kamen (1995–1999 im Durchschnitt 40 neue molekulare Entitäten pro Jahr; 2000–2004 hingegen nur 24) und wieso sich die Einführung preiswerterer Generika in die Länge zog. Die Untersuchung wurde auf Grundlage des europäischen Wettbewerbsrechts eingeleitet. Im Abschlussbericht 2009 kam man unter anderem zu dem Schluss, dass Unternehmen, die die Patentrechte innehaben, verschiedenste Strategien und Maßnahmen einsetzen um Einzahlungsströme durch den Arzneimittelhandel beizubehalten. Diese Praktiken können dazu führen die Einführung von Generika zu verzögern, wodurch Konsumenten mehr bezahlen müssen. Die Instrumente umfassten: Strategisches Patentieren, Anklagen auf Patentsverletzungen gegenüber Generika Produzenten, aber auch Abmachungen mit Generikaproduzenten, sowie Manipulation nationaler Behörden und langfristige Planung zur Marktherrschaft durch Einführung von Nachfolgermedikamenten.[48] Diese Vorgehensweise hat den Krankenkassen in den Jahren 2000 bis 2007 allein in der untersuchten Stichprobe rund 3 Milliarden Euro gekostet.[49] Es läuft ein Monitoringprogramm bezüglich Abmachungen bei Patentstreitigkeiten.[50]